# Libertad (Cojedes)
Pour les articles homonymes, voir Libertad.
Libertad est une ville de l'État de Cojedes au Venezuela, capitale de la paroisse civile de Libertad et chef-lieu de la municipalité de Ricaurte.